# Alexandre-Claude-Louis Lavalley
Pour les articles homonymes, voir Lavalley.
Alexandre Claude Louis Lavalley, né à Paris 17e le 9 août 1862 et mort à Paris 16e le 3 mars 1927, est un peintre français.

## Biographie
Alexandre Claude Louis Lavalley est le premier enfant de Paul Louis Lavalley (1830-1885), architecte des bâtiments publics de la Ville de Paris, et de Louise Clémence Bereytter (née en 1834). Ils auront ensemble en 1865 une fille Jeanne Julie, et en 1868 un autre garçon : Georges Henri (1868-1902) qui deviendra buriniste, enfants naturels, légitimés par le mariage de leurs parents le 6 octobre 1870.
Il est admis à l'École des beaux-arts de Paris dans les ateliers d'Alexandre Cabanel (1823-1889), de Théodore Maillot (1826-1888) et de William-Adolphe Bouguereau (1825-1905). Après sept tentatives, il obtient le premier grand prix de Rome en 1891 pour son tableau Jupiter et Mercure reçus par Philémon et Baucis.
Il expose au Salon des artistes français, y obtient plusieurs récompenses et en devient sociétaire en 1905. Il participe avec ses confrères au groupe de travail dit Le Groupe en section peinture. Il peint à l'huile, a fresco, au pastel et réalise des affiches et des dessins pour la manufacture des Gobelins.
Il réalise des portraits, des paysages dont plusieurs de la baie du Mont-Saint-Michel. Sa résidence secondaire est à Genêts et son atelier parisien au 81, rue Lemercier à Paris. En 1897, il est domicilié au 65, rue Lepic, pavillon C[réf. nécessaire].
Marié, il est le père du peintre Paul Lavalley (1883-1967) , du sculpteur Pierre Lavalley (1894-1948) et d'une fille Claude qui épousera le critique d'art Waldemar-George (1893-1970), lequel rédigea une notice nécrologique au souvenir de son beau-père en 1928 dans La Presse.

## Œuvres dans les collections publiques
États-Unis

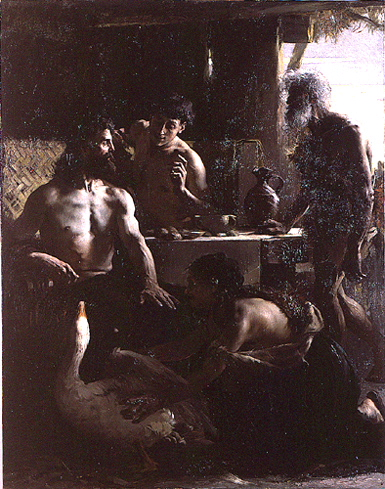
Philémon et Baucis (1891), Paris, École nationale supérieure des beaux-arts.

- Cleveland, Cleveland Museum of Art : La Femme à l'éventail, d'après Francisco de Goya, estampe.

France
- Bordeaux, musée des Beaux-Arts : A Cythère, huile sur toile ovale marouflée sur carton, FNAC 1249.
- Châteauroux, hôtel de préfecture d'Indre-et-Loire : Femme nue, 1915, 155 × 145 cm.
- Genêts, église Notre-Dame : Le Christ sortant du Tombeau
- Niort, préfecture des Deux-Sèvres : Claude proclamé empereur, 1886, huile sur toile, 145 × 115 cm, premier second grand prix de Rome[5], dépôt du Centre national des arts plastiques.
- Paris :
  - École nationale supérieure des beaux-arts :
    - Faune à la flûte, 1881, pierre noire sur papier clair, 62 × 47,3 cm ;
    - Premier trait de la vie de Caton d'Utique, 1885, huile sur toile, 36 × 48 cm ;
    - Décoration d'une paroi d'un vestibule pour l'Exposition universelle, 1886, crayon noir sur calque, 37,9 × 26 cm, calque pour concours du prix d'Attainville ;
    - L'Attention, 1886, huile sur toile, 55 × 46 cm, concours de la tête d'expression peinte.
    - Philémon et Baucis, 1891, huile sur toile, 145 × 113 cm, prix de Rome en 1891 ;
    - Vercingétorix se rendant à César, huile sur toile, 36 × 48 cm[6] ;
    - Le Triomphe de Mardochée, huile sur toile, 41 × 33 cm[7] ;
    - Figure peinte, huile sur toile, 81 × 65 cm[8] ;
    - Décoration d'une salle de musée, crayon noir sur calque, 36,5 × 26,9 cm, pour le concours du prix Jauvin d'Attainville.

  - Le Meurice, Bar 228 : fresques sur le thème des fêtes champêtres du château de Fontainebleau.
  - Mobilier national : Le Printemps, d'après Sandro Botticelli, 1902-1906, carton pour une bordure de tapisserie pour la manufacture des Gobelins , offerte à la reine d'Angleterre en 1908[9].
- Vic-le-Comte, mairie : Floréal, Messidor, Fructidor, Frimaire, vers 1913, huile sur toile, 215 × 185 cm, en dépôt, FNAC 4544[10].
- Ville-d'Avray, château de Thierry : Le Reniement de saint Pierre, huile sur toile, 147 × 118 cm, offert par le baron Edmond David de Gheest ou Maurice David de Gheest, sculpteur, inscrit aux monuments historiques, dépôt de l'église Saint-Nicolas-et-Saint-Marc .
- Localisation inconnue :
  - Sixte Quint et ses neveux, 1895, d'après Melozzo da Forli, huile sur toile, 184 × 112 cm, envoi de Rome, FNAC 24009 ;
  - Bain de soleil, huile sur toile, 61,5 × 50 cm, FNAC 5888,  achat de l'État en 1917[11].

## Salons et expositions
- Salon des artistes français :
  - 1890 : mention honorable, Portrait de M. Pierre L… (n°1400) ; Portrait de Mme A.B… (n°1401).
  - 1897 : médaille de 3e classe, Les Noces de Flore (n°981) ; Portrait de Mme J.G… (n°982).
  - 1903 : médaille de 2e classe, Portrait de ma mère (n°1074); À Cythère (n°1075).
  - 1910 : Portrait (n°1137) ; Portait (n°1138).
  - 1913 : Floréal, Messidor, Fructidor, Frimaire, panneau, 215 × 185 cm, achat de l'État du 27 juin 1913.
- Exposition  « D'Antigone à Marianne », palais des Beaux-Arts, Paris, du 24 février au 20 avril 2017 : Vercingétorix se rendant à César.
- Exposition  « Tumulte gaulois représentation et réalités », musée Bargoin et musée Roger-Quilliot, Clermont-Ferrand, du 20 juin au 23 novembre 2014, catalogue Fage éditions, Vercingétorix se rendant à Jules César.

## Récompenses
- 1881 : 3e médaille, prix de la figure dessinée d'après l'antique pour Faune à la flûte.
- 1891 : premier grand prix de Rome en peinture.

## Élèves
- Albert Bergerin (1887-1974)
- Simone Blanc-Derocque (1820-1920)
- Pierre-Paul Emiot (1887-1975)
- Paul Lavalley (1883-1967)